# Bruno Dumont
Bruno Dumont (ur. 14 marca 1958 w Bailleul) – francuski reżyser i scenarzysta filmowy. Jego twórczość balansuje na granicy realizmu i awangardy. 

## Życiorys
Dwa jego filmy, Ludzkość (1999) i Flandrię (2006), wyróżniono drugą pod względem znaczenia nagrodą na 52. i 59. MFF w Cannes - Grand Prix. Stale współpracuje z Rachidem Boucharebem, który jest producentem wszystkich jego filmów.

Interesuje mnie mistycyzm, ponieważ wykracza poza granice filozofii. Mistycyzm przenosi nas w obszary, w których pytania o przyczynę tracą rację bytu, w miejsca wolne od słów, od sposobu, w jaki rozumiemy świat. To obszary bliskie kinu, myślę, że właśnie kino jest zdolne zgłębiać je i wyrażać. Całe ich skomplikowanie

Przewodniczył jury Złotej Kamery na 61. MFF w Cannes (2008).

## Filmografia

### Reżyser
- 1997: Życie Jezusa (La vie de Jésus)
- 1999: Ludzkość (L'humanité)
- 2003: Dwadzieścia dziewięć palm (Twentynine Palms)
- 2006: Flandria (Flandres)
- 2009: Wierząca (Hadewijch)
- 2011: Poza szatanem (Hors Satan)
- 2013: Camille Claudel, 1915
- 2014: Mały Quinquin (P'tit Quinquin) – miniserial
- 2016: Martwe wody (Ma Loute)
- 2017: Jeannette. Dzieciństwo Joanny d'Arc (Jeannette, l'enfance de Jeanne d'Arc)[1][2]
- 2018: Coincoin i nieludzie (Coincoin et les Z'inhumains) – miniserial[3]
- 2019: Joanna d'Arc (Jeanne)
- 2021: France
- 2024: Imperium (L'empire)